# ریچی‌بوتو
ریچی‌بوتو (به انگلیسی: Richibucto) یک منطقهٔ مسکونی در کانادا است که در کنت، نیوبرانزویک واقع شده‌است. ریچی‌بوتو ۱۱٫۸۳ کیلومتر مربع مساحت و ۱٬۲۶۶ نفر جمعیت دارد.